# Bernard Hyland
Bernard Patrick Matthew Hyland (né en 1937) est un botaniste australien.

## Biographie
Hyland contribue de manière significative à la compréhension des plantes australiennes, en particulier des plantes de la forêt humide. Ses contributions incluent de nombreuses activités. Il recueille dix-huit mille spécimens. Il nomme et décrit scientifiquement des centaines d'espèces, en particulier des espèces d'Australie et de son lieu de travail, les tropiques humides du Queensland. Il possède une expertise particulière dans la riche diversité d’espèces des familles de plantes Lauraceae et Myrtaceae dans les forêts tropicales australiennes.

## Plantes baptisées en son honneur
Le genre Hylandia décrit en 1974 par Herbert K. Airy Shaw et les espèces suivantes ont des noms en son honneur :
- Alpinia hylandii
- Antidesma hylandii
- Ardisia hylandii
- Ceratopetalum hylandii
- Cleistanthus hylandii
- Corymbia hylandii
- Diploglottis bernieana
- Euodia hylandii
- Glochidion hylandii
- Memecylon hylandii
- Premna hylandiana
- Pseuduvaria hylandii
- Rhodamnia hylandii
- Symplocos hylandii
- Wilkiea hylandii

## Source de la traduction
- (en) Cet article est partiellement ou en totalité issu de l’article de Wikipédia en anglais intitulé « Bernard Hyland » (voir la liste des auteurs).